# وينفيلد غارنت
وينفيلد غارنت (بالإنجليزية: Winfield Garnett)‏ هو لاعب كرة قدم أمريكية أمريكي، ولد في 24 يوليو 1976 في شيكاغو في الولايات المتحدة.

## وصلات خارجية
- وينفيلد غارنت على موقع مرجع كرة القدم المحترفة.كوم (الإنجليزية)